# اللبن الغربي
تقع قرية اللُّبَّن الغربي الفلسطينية على بُعد 34 كم شمال غرب مدينـة رام الله، وهي تتبع لمحافظة رام الله والبيرة، وترتفع عن سطح البحر حوالي 290 م، وتبلغ مساحة أراضي القرية الكلية ما يقارب 29208 دونماً، مساحة المنطقة المبنية فيها 235 دونماً، وتحيط بها أراضي دير بلوط، وبني زيد، وعابود، ورنتيس.

## التسمية
بضم اللام وفتح الباء المشددة، ومن الجذر السامي المشترك (لبن) يفيد البياض. ومنه جبل لبنان، لأن ثراه كانت متوجه بالثلوج طوال العام. ووصفت بالغربي تمييزاً لها عن اللبن الشرقية التابعة لنابلس.
عرفت في العهد الروماني باسم (بيت لابان).

## السكان
بلغ عدد سكانها سنة 1961م (602) نسمة نزلوا اللبن بعد خراب قرية حنداس في جوار اللد. ومنهم من يعود إلى اصول سعودية ومصرية.
وحسب تقديرات الجهاز المركزي للإحصاء الفلسطيني للعام 2004، بلغ عدد سكانها 1473 نسمة.
يعمل سكانها في الدوائر والمؤسسات الحكومية والخاصة ومنهم من يعمل في الزراعة والبناء والاعمال الحرفية.

## الخدمات
تحتوي البلدة على بعض الخدمات كالمستوصف الطبي، وبعض المحلات التجارية، التي تصب معظمها بتقديم الخدمات باتجاه افراد المستوطنين المحيطين بها. والحقيقة ان البلدة تفتقر لخدمات الجمهور الفلسطيني على عكس جمهور المستوطنات المحيطة وهو ما يعد كارثة على مستوى الفكر الاقتصادي.

## المباني القديمة
أظهرت نتائج المسح الميداني للأبنية القديمة الذي نفذه رواق العام 2000 أن العدد الكلي للمباني القديمة في قرية اللبن الغربي بلغ 83 مبنى، منها 78 مبنى أي ما يعادل 94 % من إجمالي عدد المباني تتألف من طابق واحد، و4 مبانٍ تتألف من طابقين (5 %).
الحالة الإنشائية لمعظم الأبنية بحالة جيدة، إذ تبين ذلك في 58 مبنى، أي ما نسبته 70 % من المجموع الكلي للمباني، إضافة إلى وجود 21 مبنى بحالة سيئة (25 %)، و4 مبانٍ بحالة متوسطة (5 %).
أما الحالة الفيزيائية للمباني، فقد جاءت هي الأخرى في 56 مبنى، أي ما يعادل 67 % من المجموع العام للمباني بحالة جيدة، و22 مبنى بحالة سيئة (27 %)، و4 مبانٍ بحالة متوسطة (5 %).
تنوعت أشكال أسطح المباني القديمة في القرية، فظهر الشكل المستوي في أسطح 56 مبنى (60 %)، في حين ظهر شكل القبة في أسطح 27 مبنى (29 %)، بينما وجدت أسطح 11 مبنى مهدمة (12 %).
أما أشكال الأسقف، فتعددت، حيث استخدم شكل العقد المتقاطع في أسقف 44 مبنى (48 %)، والشكل المستوي بدوامر الحديد في أسقف 17 مبنى (19 %)، والشكل المستوي في أسـقف 13 مبنى (14 %)، وشكل العقد نصف البرميلي في أسقف 6 مبانٍ (7 %)، في حين وجدت أسقف 11 مبنى مهدمة (12 %).
أنواع الأرضيات تراوحت بين الترابية والمدة اللتين ظهرتا في أرضيات 39 مبنى لكل منهما (48 %)، إلى جانب استخدام البلاط الاسمنتي الحديث في أرضيات 4 مبانٍ (5 %).

## الأماكن الأثرية
تعد هذه القرية من الزمن الروماني حيث كانت تسمى (بيت لابان) واكتشف فيها قرية اثرية كاملة في
المنطقة الشمالية لموقعها الحالي، حيث وجد فيها بيوت رومانية ومعاصر زيت حجرية رومانية بالإضافة إلى الاواني الفخارية والادوات البدائية والمقابر الرومانية المليئة بالذهب.

## الاستيطان
كما قلنا من قبل مساحة المباني في هذه القرية 235 دونماً ويعود السبب في قلة مساحة المباني بالنسبة للمساحة الكلية لها إلى سبب واحد وهو الاحتلال، حيث قامت المستوطنات الإسرائيلية على اراضيها، ومنع الاحتلال الإسرائيلي البناء خارج حدود المساحة البنائية فيها مما ادا إلى الحد من التوسع فيها. اما المستوطنات التي تسكن في اراضيها فمسموح لها ان تتوسع وتأكل وتلتهم اراضيها كما شائت وهاذا غير ان جدار الفصل العنصري التهم الكثير منها.